# Dominic Fike
Dominic David Fike (* 30. prosince 1995) je americký zpěvák, skladatel a herec. Proslavil se poté, co vydal několik populárních písní na webové stránce SoundCloud. Žánry, kterým se hudebně věnuje, jsou hlavně alternativní hip hop, rap rock a indie.

## Mládí
Dominic Fike se narodil 30. prosince 1995 v Naples na Floridě ve Spojených státech. Byl vychováván svobodnou matkou a vyrůstal s mladším bratrem Alexem, sestrou Apollonií a starším bratrem Seanem. Je afroamerického, filipínského a haitského původu. Fike chodil na střední školu v Neapoli a maturoval v roce 2014.
Během dětství se kvůli časté nepřítomnosti rodičů museli on a jeho sourozenci starat sami o sebe. Jeho matka byla během jeho dětských let několikrát zavřena do vězení, proto Dominic často bydlel u dalších příbuzných. Během dospívání trávil čas primárně se svými přáteli v přírodě (již nazývali „Forest of Avalon“) kolem rodného města a často společně užívali marihuanu.

## Kariéra a život
Na počátku své hudební kariéry v roce 2017 vydával beaty na webovou stránku SoundCloud. Ve svých 22 letech v říjnu 2018 vydal své první EP (Extended play) zvané Don't Forget About Me, Demos, jež složil během svého domácího vězení a které upoutalo pozornost několika nahrávacích společností. Nakonec podepsal smlouvu s Columbia Records. Součástí tohoto EP byla také skladba 3 Nights, jež ho proslavila v několika zemích. Jeho debutové album What Could Possibly Go Wrong bylo vydáno 31. července 2020. Díky tomuto albu se dostal více do povědomí lidí, zejména ve Spojených státech, a spolupracoval tak s dalšími hudebníky, jako Halsey nebo Justin Bieber. Svou hereckou kariéru započal ve druhé sérii HBO seriálu Euforie, kde ztvárnil postavu Elliota, drogově závislého mladíka. Při natáčení Euforie se seznámil se svou bývalou přítelkyní Hunter Schafer, která také hraje ve zmíněném seriálu.[ujasnit] V dubnu 2023 poprvé vystupoval na festivalu Coachella. Jeho poslední album Sunburn bylo vydáno 7. července 2023. Součástí tohoto alba jsou také písně, které Dominic Fike složil pro superhrdinský animovaný film Spider-Man: Napříč paralelními světy z roku 2023. Další film, pro jehož soundtrack složil single (Hey Blondie), byla Barbie režisérky Grety Gerwigové.